# 孔奂 (陈国)
孔奂（？—前534年），出自孔氏，中国春秋时期陈国人物，孔寧的族人。
孔寧是陈灵公时期的大夫，又称公孙宁。孔奂在陳哀公时期担任大臣。宋国大夫向戌主持第二次弭兵之盟。前546年（鲁襄公二十七年、周灵王二十六年、陈哀公二十三年），晋国（赵武）、楚国（屈建）、齐国（庆封·陈须无）、秦国（没有派使者）、鲁国（叔孙豹）、卫国（石恶）、陈国（孔奂）、蔡国（公孙归生）、宋国（向戌）、郑国（良霄）、许国、邾国、滕国等十四国在宋国的西门之外结盟。七月初四日，屈建（子木）从陈国到达。陈国的孔奂、蔡国的公孙归生到达。前534年（魯昭公八年、周景王十一年、楚灵王七年、陈哀公三十五年），楚灵王滅陳時，孔奂被殺。